# 匈牙利总理

神圣匈牙利王室圣斯蒂芬徽章(1915), H. G. Ströhl

匈牙利总理（直译：「部长主席」）是匈牙利的政府首脑，为匈牙利政府的领导人。现任总理为欧尔班·维克托，2010年5月上任。
匈牙利实行议会制，总理总揽行政权。程序上，匈牙利总理由匈牙利总统任命，一届任期为4年，不设连任限制。按照匈牙利宪法，总统须指定匈牙利国会最大党派的领导人担任总理。

## 1848年匈牙利革命(1848–1849)

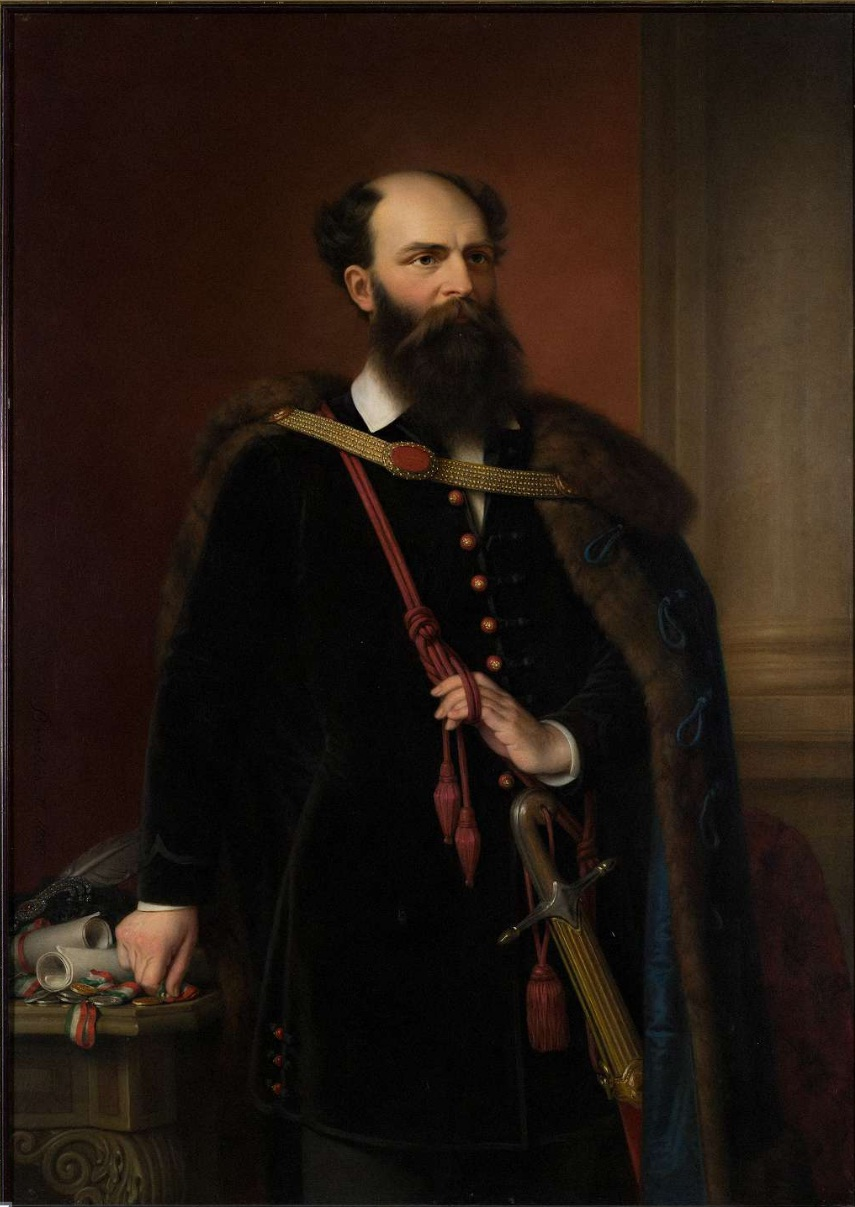
1848年革命期间匈牙利首届代议制政府首相包贾尼·拉约什

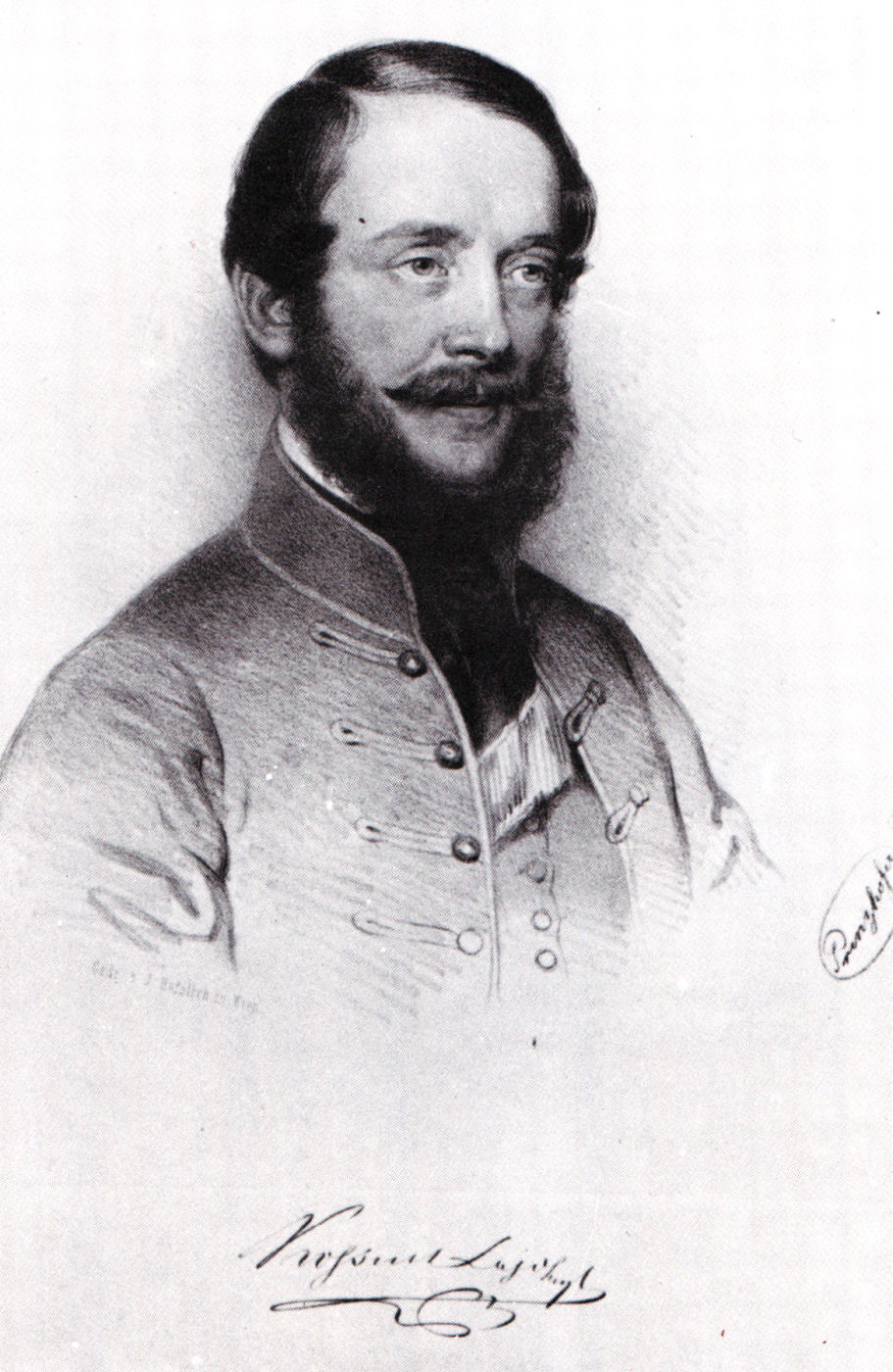
第2任首相科苏特·拉约什

- 包贾尼·拉约什伯爵、1848年3月17日 - 1848年10月2日
- 雷切伊·亚当(Ádám Récsey)、1848年10月3日 - 1848年10月7日(由斐迪南五世非法任命)
- 科苏特·拉约什、1848年10月2日 - 1849年5月1日(国防委员会主席)
- 塞迈赖·拜尔陶隆(Bertalan Szemere)、1849年5月2日 - 1849年8月11日

## 奥匈帝国匈牙利王国首相(1867–1918)

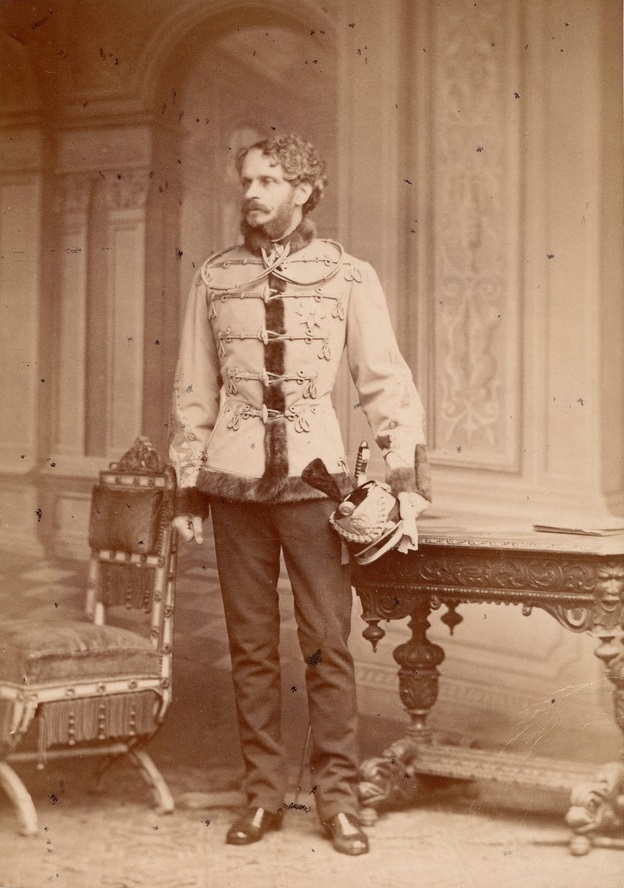
奥匈帝国成立後首任匈牙利王国首相安德拉希·久洛

- 安德拉希·久洛伯爵、1867年2月17日 - 1871年11月14日
- 洛尼奧伊·梅尼赫特伯爵(Menyhért Lónyay)、1871年11月14日 - 1872年12月5日
- 斯拉维·约瑟夫(József Szlávy)、1872年12月5日 - 1874年3月21日
- 比托·伊斯特万(István Bittó)、1874年3月21日 - 1875年3月2日
- 文克海姆·贝洛（Béla Wenckheim）男爵、1875年3月2日 - 1875年10月20日
- 蒂萨·卡尔曼(Kálmán Tisza)、1875年10月20日 - 1890年3月15日
- 绍帕里·久洛伯爵(Gyula Szapáry)、1890年3月15日 - 1892年11月17日
- 韦克勒·桑德尔伯爵(Sándor Wekerle)、1892年11月17日 - 1895年1月14日
- 班菲·德索男爵(Dezső Bánffy)、1895年1月14日 - 1899年2月26日
- 塞尔·卡尔曼(Kálmán Széll)、1899年2月26日 - 1903年6月27日
- 库恩-赫德瓦利·卡罗伊（Károly Khuen-Héderváry）伯爵、1903年6月27日 - 1903年11月3日
- 蒂萨·伊斯特万伯爵、1903年11月3日 - 1905年6月18日
- 费耶尔瓦里·盖扎(Géza Fejérváry)、1905年6月18日 - 1906年4月8日
- 韦克勒·桑德尔伯爵(Sándor Wekerle)（第2任）、1906年4月8日 - 1910年1月17日
- 库恩-赫德瓦利·卡罗伊伯爵（第2任）、1910年1月17日 - 1912年4月22日
- 卢卡奇·拉斯洛(László Lukács)、1912年4月22日 - 1913年6月10日
- 蒂萨·伊斯特万伯爵（第2任）1913年6月10日 - 1917年6月15日
- 埃斯特哈希·莫里克伯爵(Móric Esterházy)、1917年6月15日 - 1917年8月20日
- 韦克勒·桑德尔伯爵（第2任）、1917年8月20日 - 1918年10月29日
- 哈迪克·亚诺什伯爵(János Hadik)、1918年10月30日 - 1918年10月31日

## 匈牙利民主共和国总理(1918–1919)
- 卡罗伊·米哈伊伯爵、1918年10月31日 - 1919年1月11日(兼国家元首)
- 拜林凯伊·德奈什（Dénes Berinkey）、1919年1月19日 - 1919年3月21日(11日—19日代理)

## 匈牙利苏维埃共和国政府首脑（1919年）
- 加尔拜·山多尔（英语：Sándor Garbai），1919年3月21日—1919年8月1日（革命管理委员会主席兼中央执行委员会主席）
- 佩伊德尔·久洛（英语：Gyula Peidl），1919年8月1日—1919年8月6日（兼临时国家元首）

## 匈牙利共和国总理(1919-1920)
- 弗雷德里希·伊什特万（Friedrich István）、1919年8月6日 - 1919年11月24日
- 胡萨尔·卡罗伊(Károly Huszár)、1919年11月24日 - 1920年3月15日

## 匈牙利王国首相(1920–1946)
- 西蒙尼-塞馬當·桑多爾（Sándor Simonyi-Semadam）、1920年3月15日 - 1920年7月19日
- 泰莱基·帕尔伯爵、1920年7月19日 - 1921年4月14日
- 貝特伦·伊斯特万伯爵(István Bethlen)、1921年4月14日 - 1931年8月24日
- 卡罗伊·久洛伯爵(Gyula Károlyi)、1931年8月24日 - 1932年10月1日
- 根伯什·久洛(Gyula Gömbös)、1932年10月1日 - 1936年10月6日(死于任上)
- 达拉尼·卡尔曼(Kálmán Darányi)、1936年10月6日 - 1936年10月12日(代理)
- 达拉尼·卡尔曼(Kálmán Darányi)、1936年10月12日 - 1938年5月14日
- 伊姆雷迪·贝洛(Béla Imrédy)、1938年5月14日 - 1939年2月16日
- 泰莱基·帕尔伯爵（第2任）、1939年2月16日 - 1941年4月3日
- 克里斯茨-費斯切·費倫茨（Ferenc Keresztes-Fischer）1941年4月3日 - 1941年4月3日(代理)
- 巴尔多希·拉斯洛(László Bárdossy)、1941年4月3日 - 1942年3月7日
- 克里斯茨-費斯切·費倫茨（Ferenc Keresztes-Fischer）1941年3月7日 - 1941年3月9日(代理)
- 卡洛伊·米克洛什(Miklós Kállay)、1942年3月9日 - 1944年3月22日
- 斯托尧伊·德迈、1944年3月22日 - 1944年8月29日(德国任命)
- 洛格特什·盖扎(Géza Lakatos)、1944年8月29日 - 1944年10月16日

## 民族团结政府(1944–1945)
- 萨拉希·费伦茨（箭十字党领袖）、1944年10月16日 - 1945年3月28日(納粹德国任命)

## 苏联支持临时政府(1944–1946)
- 米克洛什·贝洛（暫定政府（Ideiglenes Nemzeti Kormány））、1944年12月22日 - 1945年11月15日
- 蒂尔迪·佐尔坦、1945年11月15日 - 1946年2月1日

## 匈牙利第二共和国总理(1946–1949)
- 纳吉·费伦茨、1946年2月4日 - 1947年5月31日
- 丁涅什·拉约什（英语：Lajos Dinnyés）、1947年5月31日 - 1948年12月10日
- 道比·伊斯特万、1948年12月10日 - 1949年8月20日

## 匈牙利人民共和国部长会议主席(1949–1989)
- 道比·伊斯特万、1949年8月20日 - 1952年8月14日
- 拉科西·马加什、1952年8月14日 - 1953年7月4日
- 纳吉·伊姆雷、1953年7月4日 - 1955年4月18日
- 赫格居什·安德拉什、1955年4月18日 - 1956年10月24日
- 纳吉·伊姆雷（第2任）、1956年10月24日 - 1956年11月4日
- 卡达尔·亚诺什、1956年11月4日 - 1958年1月28日
- 明尼赫·费伦茨、1958年1月28日 - 1961年9月13日
- 卡达尔·亚诺什（第2任）、1961年9月13日 - 1965年6月30日
- 卡洛伊·久洛、1965年6月30日 - 1967年4月14日
- 福克·耶诺、1967年4月14日 - 1975年5月15日
- 拉扎尔·哲尔吉（英语：György Lázár）、1975年5月15日 - 1987年6月25日
- 格罗斯·卡罗伊、1987年6月25日 - 1988年11月24日
- 内梅特·米克洛什、1988年11月24日 - 1990年10月23日

## 匈牙利第三共和国总理(1989至今)
| #   | 姓名                        | 圖像          | 政党                        | 任期開始       | 任期結束                         | 执政联盟成員                                              |
| --- | --------------------------- | ------------- | --------------------------- | -------------- | -------------------------------- | --------------------------------------------------------- |
| 1   | 安托尔·约瑟夫 Antall József |               | 匈牙利民主论坛 (MDF)        | 1990年5月23日  | 1993年12月12日 (死于任上)        | 基督教民主人民党 (KDNP) 独立小农、农业工人与公民党 (FKgP) |
| 2   | 博罗什·彼得 Boross Péter    |               | 匈牙利民主论坛 (MDF)        | 1993年12月12日 | 1994年7月15日                    | 基督教民主人民党 (KDNP) 独立小农、农业工人与公民党 (FKgP) |
| 3   | 霍恩·久洛                   |               | 匈牙利社会党 (MSZP)         | 1994年7月15日  | 1998年7月6日                     | 自由民主联盟 (SZDSZ)                                      |
| 4   | 欧尔班·维克托 (第1次)       |               | 青年民主主义者联盟 (FIDESZ) | 1998年7月6日   | 2002年5月27日                    | 独立小农、农业工人与公民党 (FKgP) 匈牙利民主论坛 (MDF)    |
| 5   | 迈杰希·彼得                 |               | 无党派                      | 2002年5月27日  | 2004年9月29日                    | 匈牙利社会党 (MSZP) 自由民主联盟 (SZDSZ)                  |
| 6   | 久尔恰尼·费伦茨             |               | 匈牙利社会党 (MSZP)         | 2004年9月29日  | 2006年6月9日                     | 自由民主联盟 (SZDSZ)                                      |
| 6   | 久尔恰尼·费伦茨             | 2006年6月9日  | 匈牙利社会党 (MSZP)         | 2009年4月14日  | 自由民主联盟 (SZDSZ)（至2008年） |                                                           |
| 7   | 鲍伊瑙伊·戈尔东             |               | 无党派                      | 2009年4月14日  | 2010年5月29日                    | 匈牙利社会党 (MSZP)                                       |
| (4) | 欧尔班·维克托 (第2次)       |               | 青年民主主义者联盟 (FIDESZ) | 2010年5月29日  | 2014年5月10日                    | 基督教民主人民党(KDNP)（青民盟）                          |
| (4) | 欧尔班·维克托 (第2次)       | 2014年5月10日 | 青年民主主义者联盟 (FIDESZ) | 2018年5月10日  |                                  | 基督教民主人民党(KDNP)（青民盟）                          |
| (4) | 欧尔班·维克托 (第2次)       | 2018年5月10日 | 青年民主主义者联盟 (FIDESZ) | 2022年5月16日  |                                  | 基督教民主人民党(KDNP)（青民盟）                          |
| (4) | 欧尔班·维克托 (第2次)       | 2022年5月16日 | 青年民主主义者联盟 (FIDESZ) | 现任           |                                  | 基督教民主人民党(KDNP)（青民盟）                          |